# Miajadas
Miajadas es un municipio español situado en el sur de la provincia de Cáceres, prácticamente en el centro geográfico de Extremadura. El municipio, formado por la villa de Miajadas, Alonso de Ojeda y Casar de Miajadas, es con un total de 9359 habitantes en 2023, el quinto más poblado de la provincia de Cáceres. Pertenece al partido judicial de Trujillo y es la capital de la mancomunidad Zona Centro.
Situada en el límite con la provincia de Badajoz, entre Trujillo y Don Benito, la villa de Miajadas es conocida como la «Capital Europea del Tomate». Esta característica ha permitido que Miajadas se convierta en uno de los lugares con mayor industria agroalimentaria de toda España, albergando numerosas multinacionales en su territorio.
Inicialmente perteneciente a Medellín, es villa independiente desde el siglo XVII, cuando Felipe IV le concedió dicho título por sus contribuciones en la Guerra de Restauración portuguesa.

## Geografía
El municipio de Miajadas se halla situado al sur de la provincia de Cáceres, limitando con la de Badajoz, y cuenta con una extensión de 121,2 km². La distancia a la capital es de 65 kilómetros por carretera y su casco urbano se localiza a 297 metros sobre el nivel del mar. Además del núcleo principal, en el término de Miajadas existen dos pedanías, Alonso de Ojeda y Casar de Miajadas, que corresponden a dos pueblos de colonización, cuyo asentamiento tiene mucho que ver con la instalación de los cultivos de regadío en el territorio.
El término municipal está atravesado por la Autovía del Suroeste, entre los pK 291 y 301, así como por las carreteras autonómicas EX-102 (que la comunican con Zorita y Guadalupe), EX-106 (que sirve de conexión con Don Benito y Villanueva de la Serena), la corta autovía EX-A2 que sigue el trayecto de la anterior, y la EX-206, que se dirige a la capital cacereña. 

Pertenece a la comarca de Trujillo, aunque el Canal de Orellana, que atraviesa el término de este a oeste es considerado como el límite superior de la comarca de Vegas Altas. El término municipal, localizado en la transición entre la penillanura trujillana y la depresión del Guadiana, es (exceptuando el cuadrante noroccidental) muy llano y de suelos profundos y productivos. No existen relieves destacados y únicamente pueden señalarse algunos cerros en el oeste del territorio, como Los Canchos (vértice geodésico situado a 379 metros) o La Dehesilla (386 metros). La altitud más baja se sitúa en la orilla del río Búrdalo, al suroeste, a 250 metros. En cuanto a la red fluvial, el río Búrdalo, que limita el término por el oeste y lo separa de la provincia de Badajoz, es el curso de agua de mayor caudal, mientras que el río Alcollarín y los arroyos de la Dehesilla, del Hornillo o del Burro son de menor importancia por su escaso caudal y por el fuerte estiaje al que se ven sometidos. 

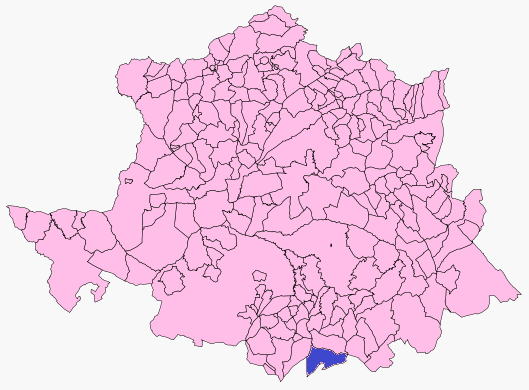
En azul, término municipal de Miajadas. En rosa, el resto de municipios de la provincia de Cáceres

| Noroeste: Almoharín                               | Norte: Escurial                                                              | Noreste: Escurial                 |
| Oeste: Almoharín y Don Benito (exclave) (Badajoz) |                                                                              | Este: Villar de Rena (Badajoz)    |
| Suroeste: Don Benito (exclave) (Badajoz)          | Sur: Santa Amalia (Badajoz), Don Benito (Badajoz) y Villar de Rena (Badajoz) | Sureste: Villar de Rena (Badajoz) |

### Clima
Miajadas tiene un clima mediterráneo. La temperatura media anual es de 17,1 °C, con inviernos suaves y veranos secos y calurosos, siendo la media de 8,7 °C en invierno y 26,4 °C en verano. Las precipitaciones medias anuales son de 547,8 mm.

### Naturaleza
La encina, el alcornoque y el matorral destacan entre la vegetación.

## Historia

### Prehistoria
La presencia humana en Miajadas se remonta al Neolítico, habiéndose hallado en el municipio dos dólmenes, uno de ellos cerca de la ermita de San Bartolomé. Mario Roso de Luna investigó sobre la Prehistoria de este municipio y halló varias construcciones funerarias en la ribera del río Búrdalo, que harían suponer la existencia de un poblamiento permanente en la zona de la mencionada ermita.

### Fundación, antigüedad y medievo
Este municipio originalmente era conocido como Meaxadas, término romano que viene a significar pedazos pequeños de terreno. Durante la guerra entre Quinto Cecilio Metelo y Julio César, el primero tenía asentado un destacamento en Castrum Metellinum y, para sorprender a las tropas del segundo que se hallaban en Castrum Julium, decidió usar Meaxadas como sitio estratégico. Finalmente ambos generales pactaron en Meaxadas la paz, quedando el lugar como sitio de descanso para soldados y viajeros.
En el Itinerario de Al-Ándalus del gran geógrafo ceutí Al-Idrisi (siglo XII) aparece ya mencionada la localidad Mjds (en árabe no suelen escribirse las vocales) en la localización correspondiente a Miajadas. De hecho, aparece en fecha de 1338 testimonio escrito que en ese año la diócesis de Plasencia dice que haya iglesia en Miajadas administrada por el párroco de Escurial, conservándose el nombre de Meaxadas.

### Edades Moderna y Contemporánea
En el siglo XVI, el vocablo aparece cambiado: Fernando Colón, hijo de Cristóbal, cita a este pueblo con el nombre de Meajadas (cambiando la “x” por la “j”) y es definitivamente, en el siglo XVII cuando se produce el cambio de la “e” por la “i” dando lugar a su nombre actual.
En el siglo XVII, Miajadas adquiere el título de villa al serle otorgado por Felipe IV, por su decidido apoyo a la Monarquía española en sus luchas contra Portugal gracias a su cercana posición geográfica, en la conocida como Guerra de Restauración portuguesa. Sirvió el pueblo como cuartel de soldados, prestaron sus carros al ejército, dieron forraje, paja, grano y todo para evitar la separación entre España y Portugal. Felipe IV no pudo conseguir su objetivo y antes de terminar la guerra y en agradecimiento otorgó al lugar de Miajadas el Real Privilegio de Villa. Al ser villa se independiza de Medellín y a partir de aquí contaría con dos alcaldes ordinarios, dos de la Hermandad, cuatro regidores, escribano del Ayuntamiento, mayordomo, procurador, síndico y todos los demás oficios de los que se componía el concejo para mejor gobierno de la nueva villa.
El 21 de marzo de 1809, durante la guerra de la Independencia española, tuvo lugar en Miajadas la batalla de la Degollada, donde las tropas del capitán Henestrosa consiguieron derrotar al ejército napoleónico. A partir de 2012 hasta la actualidad esta batalla es recreada en una obra de teatro en la ermita de San Bartolomé.
A la caída del Antiguo Régimen la localidad se constituye en municipio constitucional en la región de Extremadura, quedando integrado desde 1834 en el partido judicial de Trujillo. En el censo de 1842 contaba con 450 hogares y 2465 vecinos.
Durante la guerra civil española, el municipio cayó en manos de las tropas de Francisco Franco que desde Sevilla intentaba conquistar Madrid. Así que rápidamente durante los primeros meses de la guerra, conquistó todo el camino en la región, pero dejó al sur y este de Miajadas un gran núcleo de la España republicana que es lo que ahora son La Siberia y sus alrededores. Durante más de dos años Miajadas ejerció de frontera, temiéndose un ataque de las tropas republicanas que trataban de cortar el camino franquista a Madrid.
Entre 1963 y 1968 llegaron los primeros pobladores a las pedanías de Alonso de Ojeda y Casar de Miajadas, que comenzaron a construirse en los años 1950 como parte del Plan Badajoz.

## Demografía
Miajadas cuenta con una población de 9370 habitantes (INE 2024).
| Gráfica de evolución demográfica de Miajadas entre 1842 y 2021                                                      |
| |
| Población de derecho según los censos de población del INE Población de hecho según los censos de población del INE |

Distribución por localidades

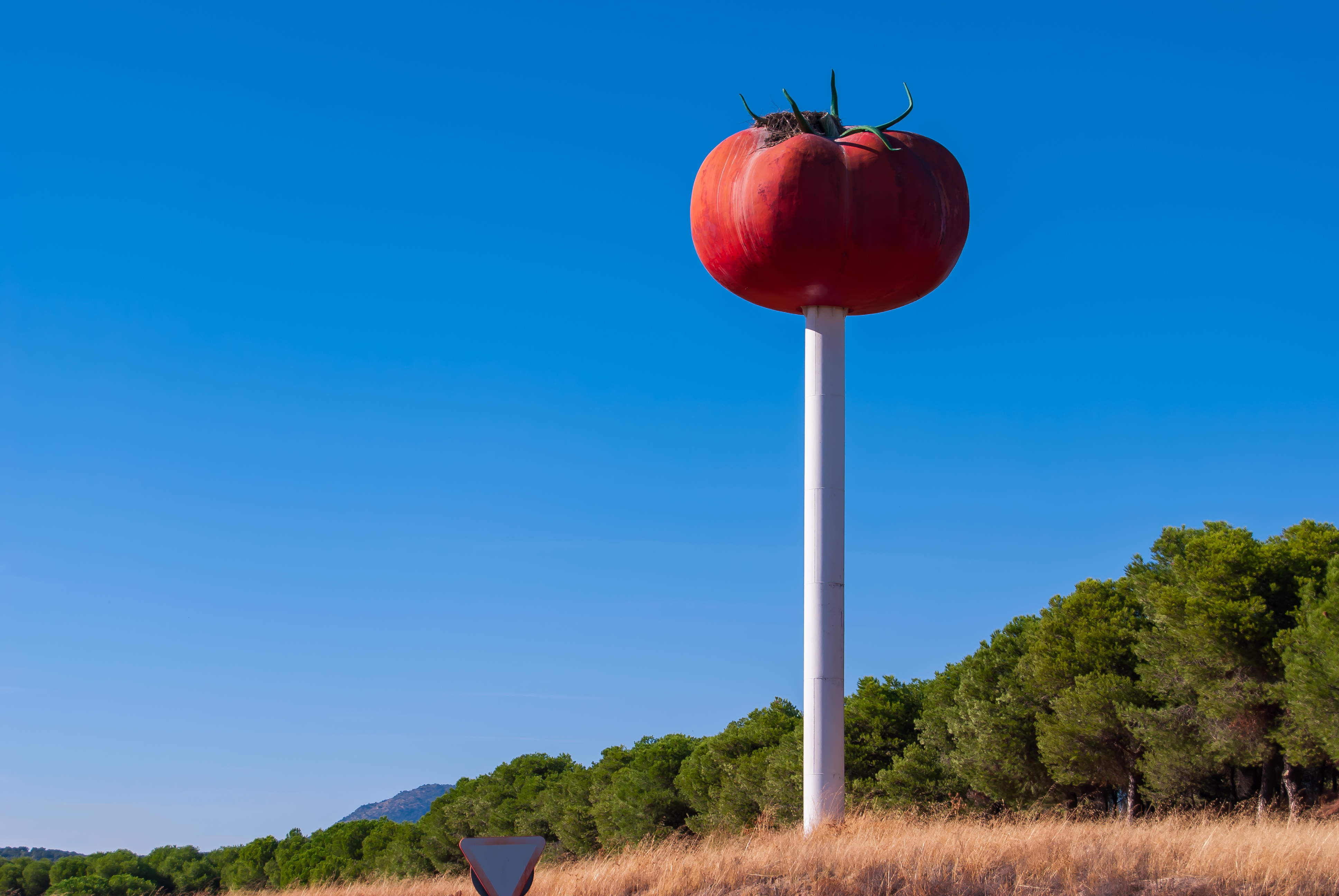
Miajadas, Capital Europea del Tomate

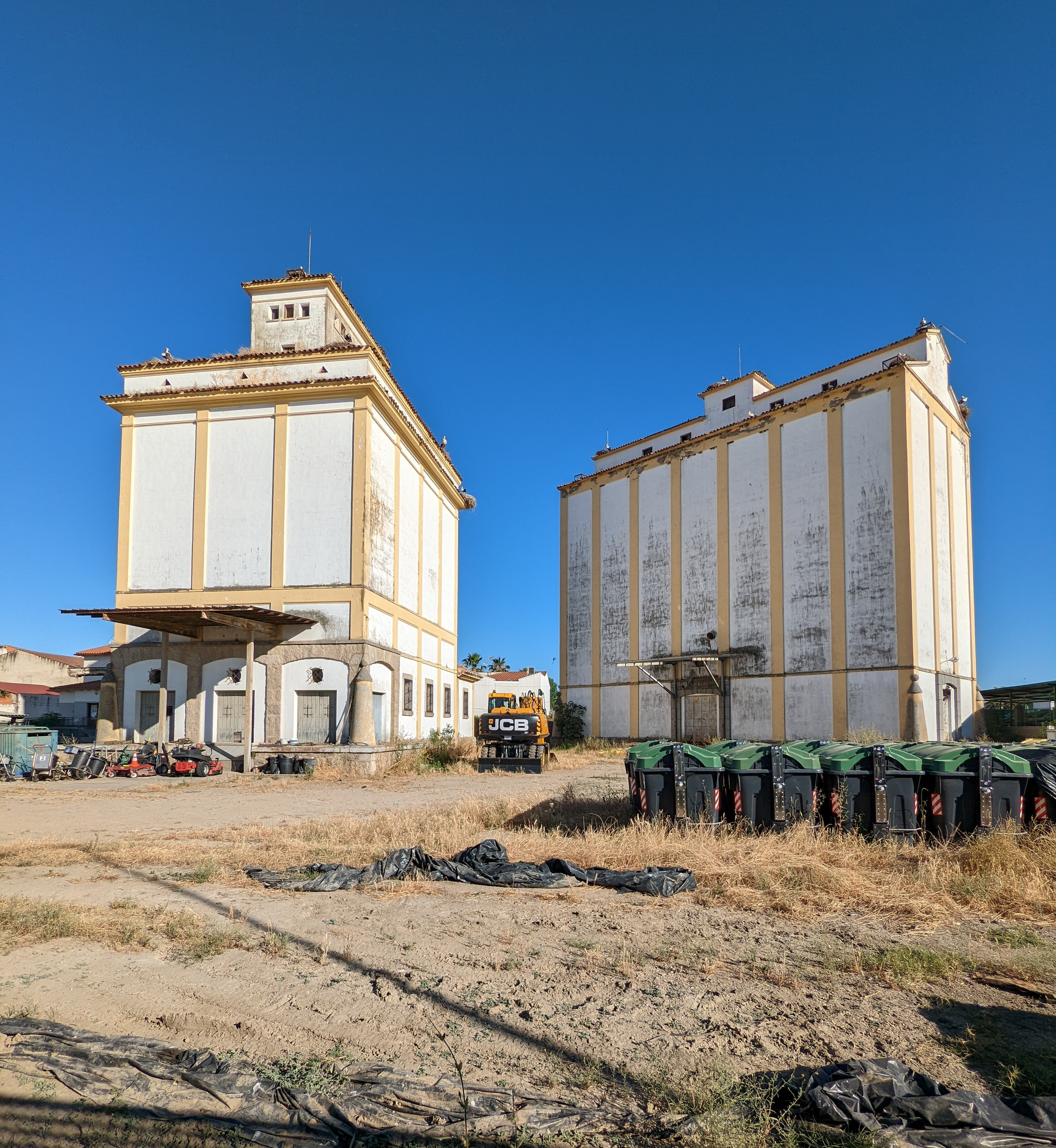
Antiguos silos de cereales

En los primeros años de siglo XXI, la población ha tenido la siguiente distribución entre los tres núcleos de población del municipio:
| Localidad              | 2002 | 2005   | 2008   | 2011   | 2014   | 2017 |
| ---------------------- | ---- | ------ | ------ | ------ | ------ | ---- |
| Miajadas (villa)       | 8346 | 9341   | 9512   | 9540   | 9349   | 9146 |
| Miajadas (diseminados) | 0    | 2      | 8      | 8      | 8      | 11   |
| Alonso de Ojeda        | 404  | 403    | 393    | 370    | 343    | 327  |
| Casar de Miajadas      | 315  | 361    | 328    | 316    | 312    | 289  |
| Total                  | 9065 | 10 107 | 10 241 | 10 234 | 10 012 | 9773 |

## Economía
En la distribución por sectores, hay un equilibrio entre los tres. Destaca un 39,1 % del sector primario, 37,3 % del sector servicios, 15 % de industria agroalimentaria y 6,3 % de la construcción.
Recientemente, la economía está vinculada a la agricultura por regadío. El cultivo principal es el tomate. Hay varias grandes fábricas de tomate, que producen zumo de tomate (así como de otras frutas), tomate frito y otros productos similares.
La combinación del sector agrario y el industrial han experimentando un desarrollo del municipio que se ha consolidado en una verdadera agrociudad. Además, al ser cabeza de mancomunidad cuenta con un gran abanico de servicios.
Alguna de las características de este gran eje económico se consolidan en ejemplos como que Miajadas es el municipio extremeño con más autónomos por habitantes, es la tercera población cacereña con más entidades bancarias tras Cáceres y Plasencia, por no mencionar que es el segundo municipio español con más tractores: 2000.
La deuda del municipio es negativa, el municipio destaca por su alto superávit consecuencia de sus políticas impositivas.

## Símbolos

### Escudo
El escudo de Miajadas fue aprobado por la Junta de Extremadura en 2001 con la siguiente definición:

En campo de gules, un castillo de oro aclarado de azur, acostado por dos leones rampantes de plata al pie de sus muros. Al timbre, Corona Real cerrada.

### Bandera

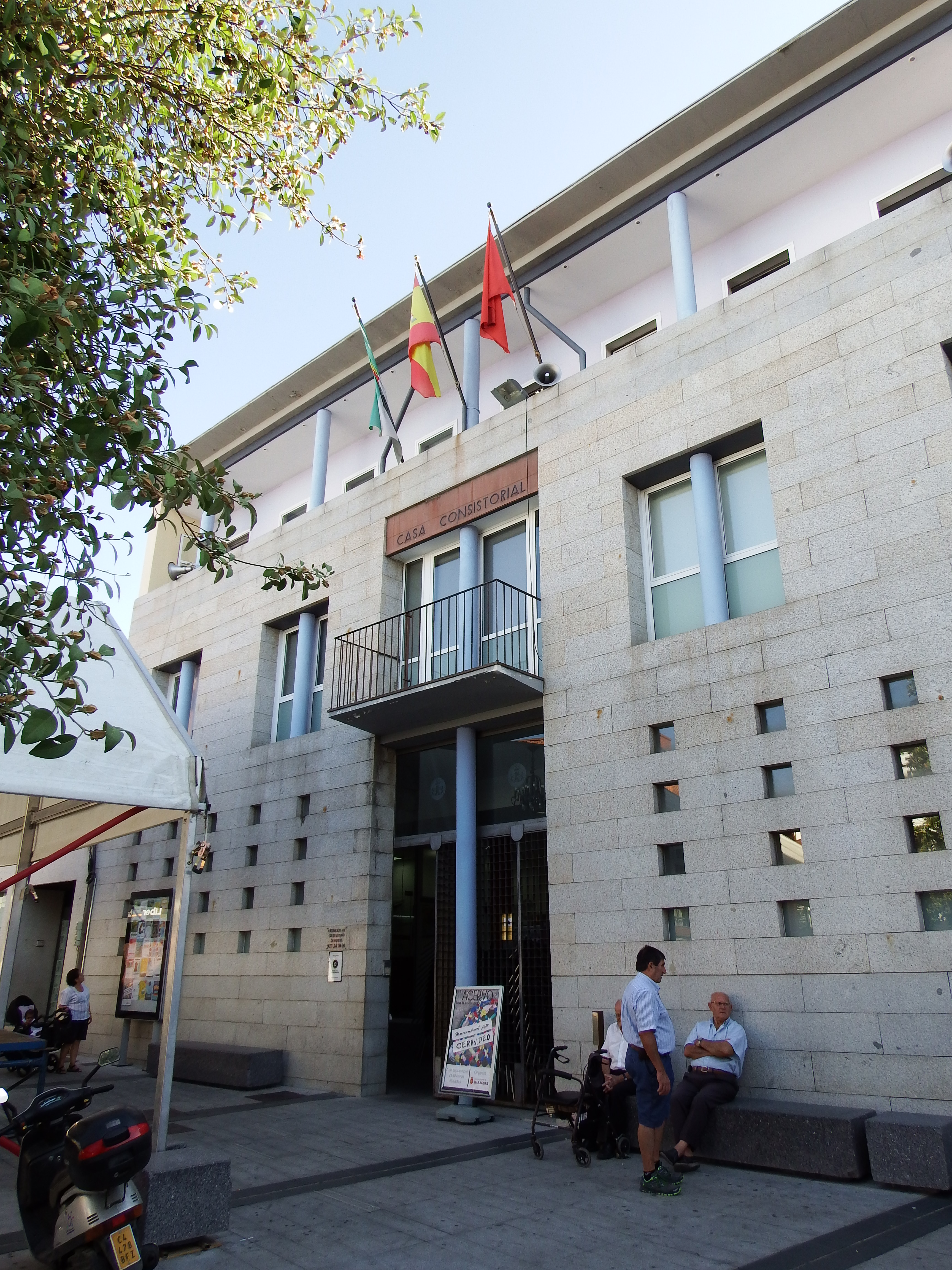
Ayuntamiento de Miajadas

La bandera del municipio, basada en el escudo, se aprobó en 2003 con esta definición:

Bandera rectangular de proporciones 2:3, roja, cargada en el centro con el escudo municipal.

## Administración y política

### Gobierno municipal
| Periodo   | Nombre           | Partido | Partido                                  |
| --------- | ---------------- | ------- | ---------------------------------------- |
| 1979-1983 | Vicente Naranjo  |         | Partido Socialista Obrero Español (PSOE) |
| 1983-1985 | José María Moro  |         | Partido Socialista Obrero Español (PSOE) |
| 1985-1987 | Eugenio Manzano  |         | Partido Socialista Obrero Español (PSOE) |
| 1987-2003 | Vicente Llanos   |         | Partido Socialista Obrero Español (PSOE) |
| 2003-2011 | Antonio Díaz     |         | Partido Socialista Obrero Español (PSOE) |
| 2011-2015 | Juan Luis Isidro |         | Partido Popular (PP)                     |
| 2015-2023 | Antonio Díaz     |         | Partido Socialista Obrero Español (PSOE) |

| Partido político                                                    | 2023  | 2023  | 2023       | 2019  | 2019  | 2019       | 2015  | 2015  | 2015       | 2011                     | 2011                     | 2011                     | 2007                     | 2007                     | 2007                     | 2003  | 2003  | 2003       | 1999  | 1999  | 1999       | 1995  | 1995  | 1995       | 1991  | 1991  | 1991       | 1987  | 1987  | 1987       | 1983  | 1983  | 1983       | 1979  | 1979  | 1979       |
| Partido político                                                    | %     | Votos | Concejales | %     | Votos | Concejales | %     | Votos | Concejales | %                        | Votos                    | Concejales               | %                        | Votos                    | Concejales               | %     | Votos | Concejales | %     | Votos | Concejales | %     | Votos | Concejales | %     | Votos | Concejales | %     | Votos | Concejales | %     | Votos | Concejales | %     | Votos | Concejales |
| Partido Socialista Obrero Español (PSOE)                            | 43,06 | 2316  | 6          | 49,05 | 2656  | 7          | 45,16 | 2595  | 8          | 39,81                    | 2426                     | 7                        | 47,06                    | 2887                     | 8                        | 44,22 | 2643  | 6          | 48,65 | 2897  | 7          | 47,82 | 2913  | 8          | 57,93 | 3099  | 8          | 39,64 | 2018  | 6          | 49,11 | 2320  | 7          | 42,55 | 1857  | 6          |
| Partido Popular (PP)-Alianza Popular (AP)                           | 42,20 | 2270  | 6          | 29,71 | 1609  | 4          | 40,24 | 2312  | 7          | 50,56                    | 3081                     | 9                        | 42,58                    | 2612                     | 8                        | 41,51 | 2481  | 6          | 37,25 | 2218  | 5          | 37,98 | 2314  | 7          | 27,96 | 1496  | 4          | 31,74 | 1616  | 4          | 40,22 | 1900  | 6          | –     | –     | –          |
| Izquierda Unida (IU)-Partido Comunista de España (PCE)              | 6,99  | 376   | 1          | 8,69  | 471   | 1          | 11,29 | 649   | 2          | 8,78                     | 535                      | 1                        | 8,33                     | 511                      | 1                        | 10,94 | 654   | 1          | 11,97 | 713   | 1          | 13,49 | 822   | 2          | 8,28  | 443   | 1          | –     | –     | –          | 6,22  | 294   | 0          | 7,01  | 306   | 1          |
| Vox                                                                 | 4,12  | 222   | 0          | 4,39  | 238   | 0          | –     | –     | –          | –                        | –                        | –                        | –                        | –                        | –                        | –     | –     | –          | –     | –     | –          | –     | –     | –          | –     | –     | –          | –     | –     | –          | –     | –     | –          | –     | –     | –          |
| Partido Extremeñista-Extremeñistas (PEX-EXT)                        | 2,23  | 120   | 0          | –     | –     | –          | –     | –     | –          | –                        | –                        | –                        | –                        | –                        | –                        | –     | –     | –          | –     | –     | –          | –     | –     | –          | –     | –     | –          | –     | –     | –          | –     | –     | –          | –     | –     | –          |
| Ciudadanos (CS)                                                     | –     | –     | –          | 7,66  | 415   | 1          | –     | –     | –          | –                        | –                        | –                        | –                        | –                        | –                        | –     | –     | –          | –     | –     | –          | –     | –     | –          | –     | –     | –          | –     | –     | –          | –     | –     | –          | –     | –     | –          |
| Extremadura Unida (EU)                                              | –     | –     | –          | –     | –     | –          | 1,90  | 109   | 0          | Con Partido Popular (PP) | Con Partido Popular (PP) | Con Partido Popular (PP) | Con Partido Popular (PP) | Con Partido Popular (PP) | Con Partido Popular (PP) | 2,41  | 144   | 0          | 1,06  | 63    | 0          | –     | –     | –          | –     | –     | –          | –     | –     | –          | 4,45  | 210   | 0          | –     | –     | –          |
| Socialistas Independientes de Extremadura (SIEx)                    | –     | –     | –          | –     | –     | –          | –     | –     | –          | 0,98                     | 60                       | 0                        | Con Izquierda Unida (IU) | Con Izquierda Unida (IU) | Con Izquierda Unida (IU) | –     | –     | –          | –     | –     | –          | –     | –     | –          | –     | –     | –          | –     | –     | –          | –     | –     | –          | –     | –     | –          |
| Agrupación de electores                                             | –     | –     | –          | –     | –     | –          | –     | –     | –          | –                        | –                        | –                        | –                        | –                        | –                        | –     | –     | –          | –     | –     | –          | –     | –     | –          | –     | –     | –          | 14,89 | 758   | 2          | –     | –     | –          | 33,62 | 1467  | 4          |
| Centro Democrático y Social (CDS)-Unión de Centro Democrático (UCD) | –     | –     | –          | –     | –     | –          | –     | –     | –          | –                        | –                        | –                        | –                        | –                        | –                        | –     | –     | –          | –     | –     | –          | –     | –     | –          | 5,44  | 291   | 0          | 8,17  | 416   | 1          | –     | –     | –          | 16,82 | 734   | 2          |

### Organización territorial
Miajadas cuenta con dos pedanías: Alonso de Ojeda y Casar de Miajadas, ambas fundadas durante el Plan Badajoz.

## Servicios

### Educación
Miajadas puede considerarse una población bien dotada actualmente en centros de enseñanza, ya que cuenta con todos los centros educativos públicos que puede disponer una población de su tamaño. La relación de centros existentes es la siguiente:
- CP García Siñériz
- CP Nª. Sra. de Guadalupe
- Colegio Sagrado Corazón de Jesús y María Inmaculada[26] (concertado y privado en bachillerato), regido por las Religiosas Hijas de la Virgen de los Dolores, presentes en la localidad desde 1928.
- Instituto Gonzalo Torrente Ballester[27][28]
- Centro de Educación Permanente de Adultos
- Escuela Infantil Arco Iris
- Circular FAB Miajadas. Centro de Innovación Territorial

### Sanidad
En sanidad pública, el municipio cuenta con un centro de salud en la capital municipal y un consultorio de atención primaria en cada pedanía, junto con otros dos centros especializados. En sanidad privada, Miajadas cuenta con cinco consultas de fisioterapia, cinco clínicas dentales, dos centros de reconocimiento, dos servicios de prevención, cinco ópticas, dos establecimientos de audioprótesis y dieciséis centros polivalentes.

### Transporte

#### Conexiones
Carreteras
Por la villa pasan o se inician las siguientes carreteras:
| Nombre                           | Lugar de entrada                                    | Lugares a los que va |
| -------------------------------- | --------------------------------------------------- | --- |
| E-90 A-5 Autovía de Extremadura  | Pasa al oeste de la villa sin entrar en ella        | Norte: Villamesías, Puerto de Santa Cruz, Trujillo, Navalmoral de la Mata, Talavera de la Reina y Madrid Suroeste: Conquista del Guadiana, Mérida, Badajoz y Portugal |
| EX-A2 Autovía de las Vegas Altas | A-5 a medio camino entre Miajadas y Alonso de Ojeda | Sur: Vivares, Ruecas, Don Benito y Villanueva de la Serena |
| EX-102 Carretera de Escurial     | Noreste de la villa                                 | Noreste: Escurial, Alcollarín, Zorita, Logrosán, Cañamero, Alía y provincia de Toledo                                                                                 |
| EX-106 Carretera de Don Benito   | Parque de la laguna nueva                           | Carretera secundaria paralela a la EX-A2 que hace travesía en Miajadas y Don Benito                                                                                   |
| EX-206 Carretera de Cáceres      | Oeste de la villa                                   | Noroeste: Almoharín, Valdemorales, Valdefuentes, Torremocha, Torrequemada, Torreorgaz y Cáceres                                                                       |
| EX-379 Avenida de García Siñeriz | Atraviesa la villa de norte a oeste                 | Carretera secundaria de la A-5 |

Autobús
En cuanto al autobús interurbano, hay una estación de autobuses en la avenida de Los Naranjos, al norte de la villa.

#### Transporte urbano
El municipio dispone de un autobús urbano con una línea de 20 paradas que realiza cinco viajes al día con un precio de 0,50 €. Los miércoles hay además autobuses a Alonso de Ojeda y Casar de Miajadas.

## Patrimonio

### Edificios religiosos

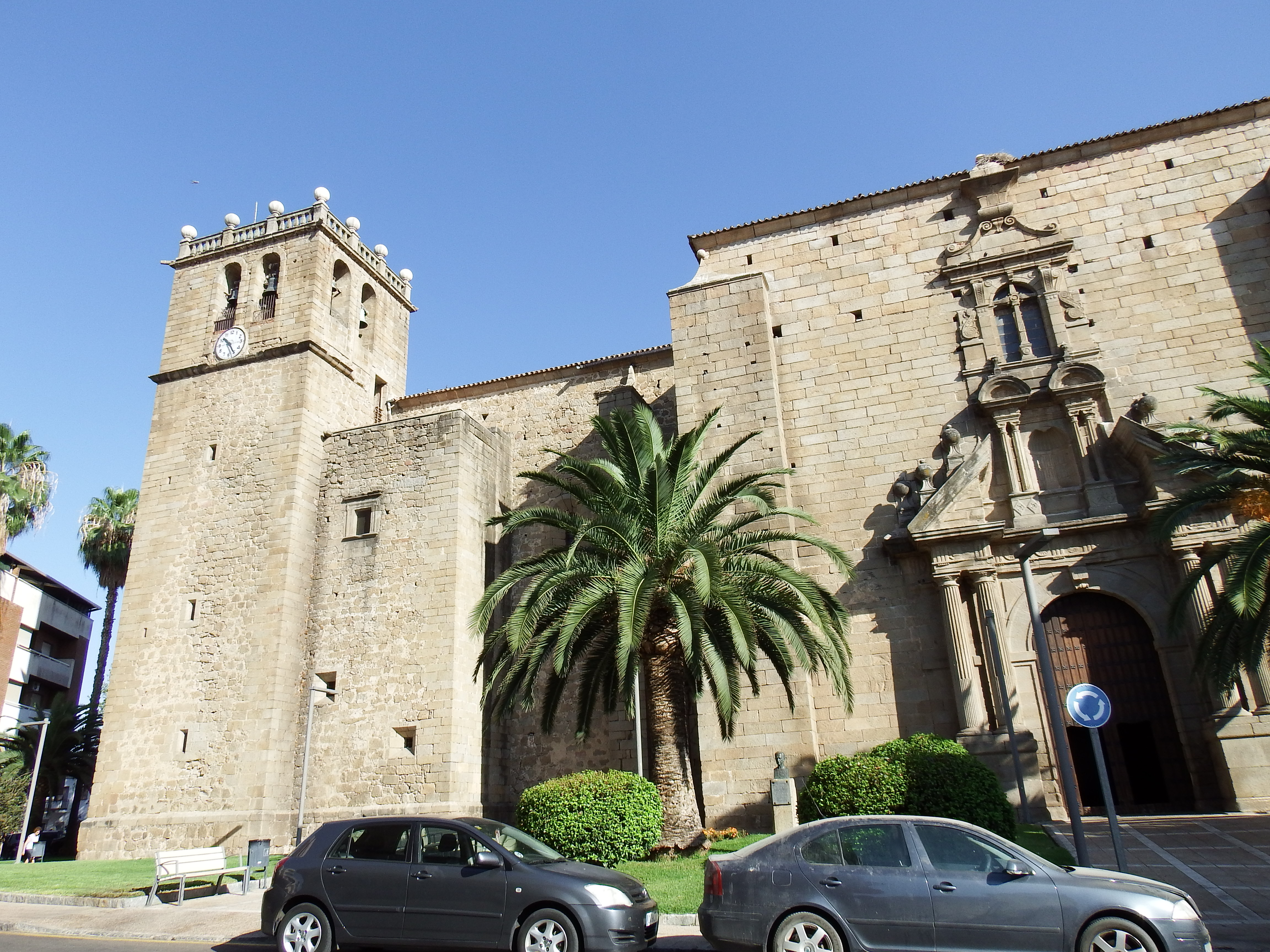
Iglesia de Santiago

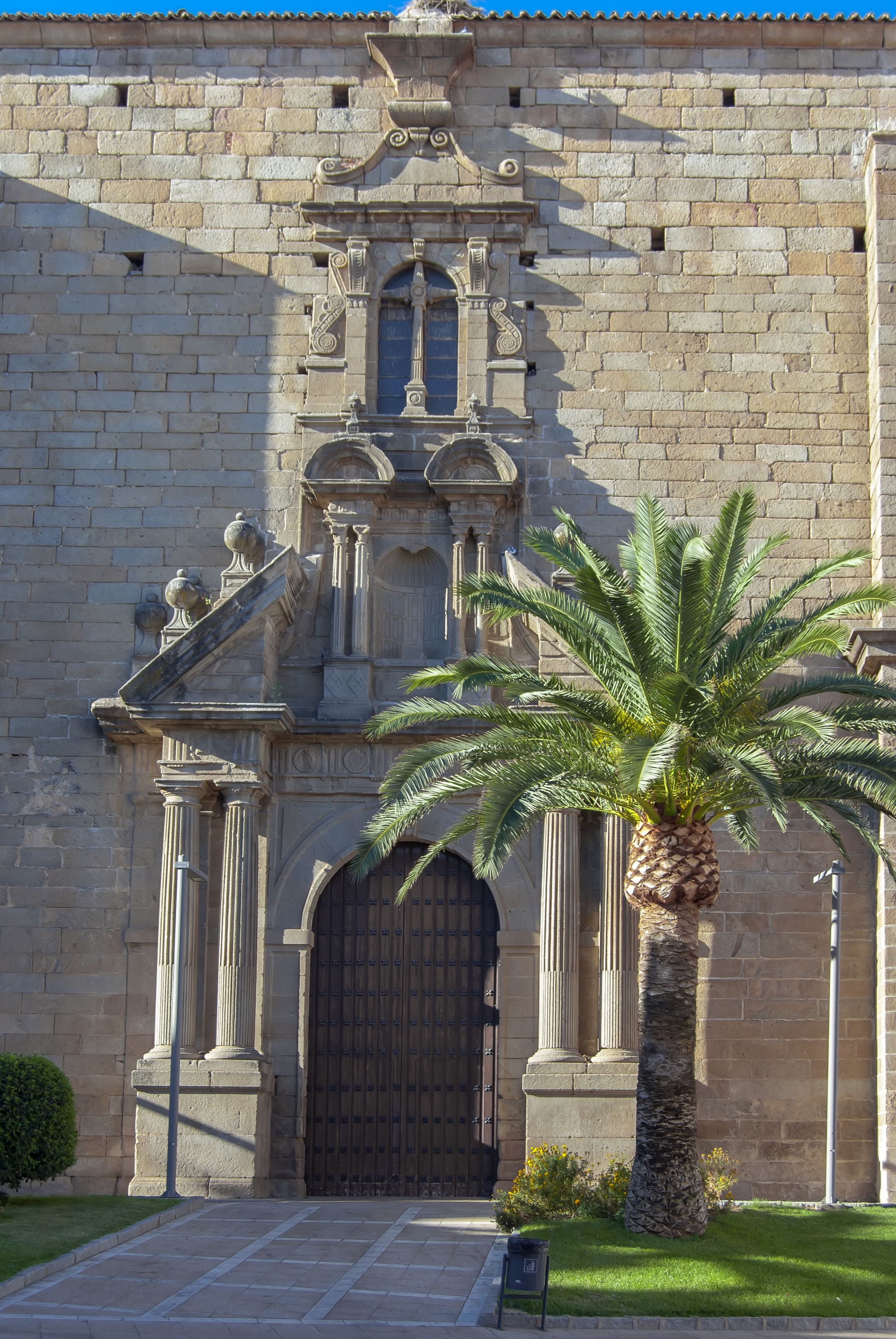
Portada de la iglesia

En el municipio se hallan las siguientes iglesias y ermitas:
- Iglesia parroquial de Santiago Apóstol, en Miajadas, declarada Bien de Interés Cultural en 1994 con la categoría de monumento[35]
- Iglesia parroquial de Belén, en Miajadas
- Iglesia de la Virgen de Guadalupe, en Miajadas
- Capilla del colegio Sagrado Corazón de Jesús y María Inmaculada; en Miajadas
- Ermita de San Bartolomé, a 5 km de Miajadas
- Cruz de la carretera de Escurial
- Cruz de calle Cuesta
- Cruz del cementerio

### Edificios civiles

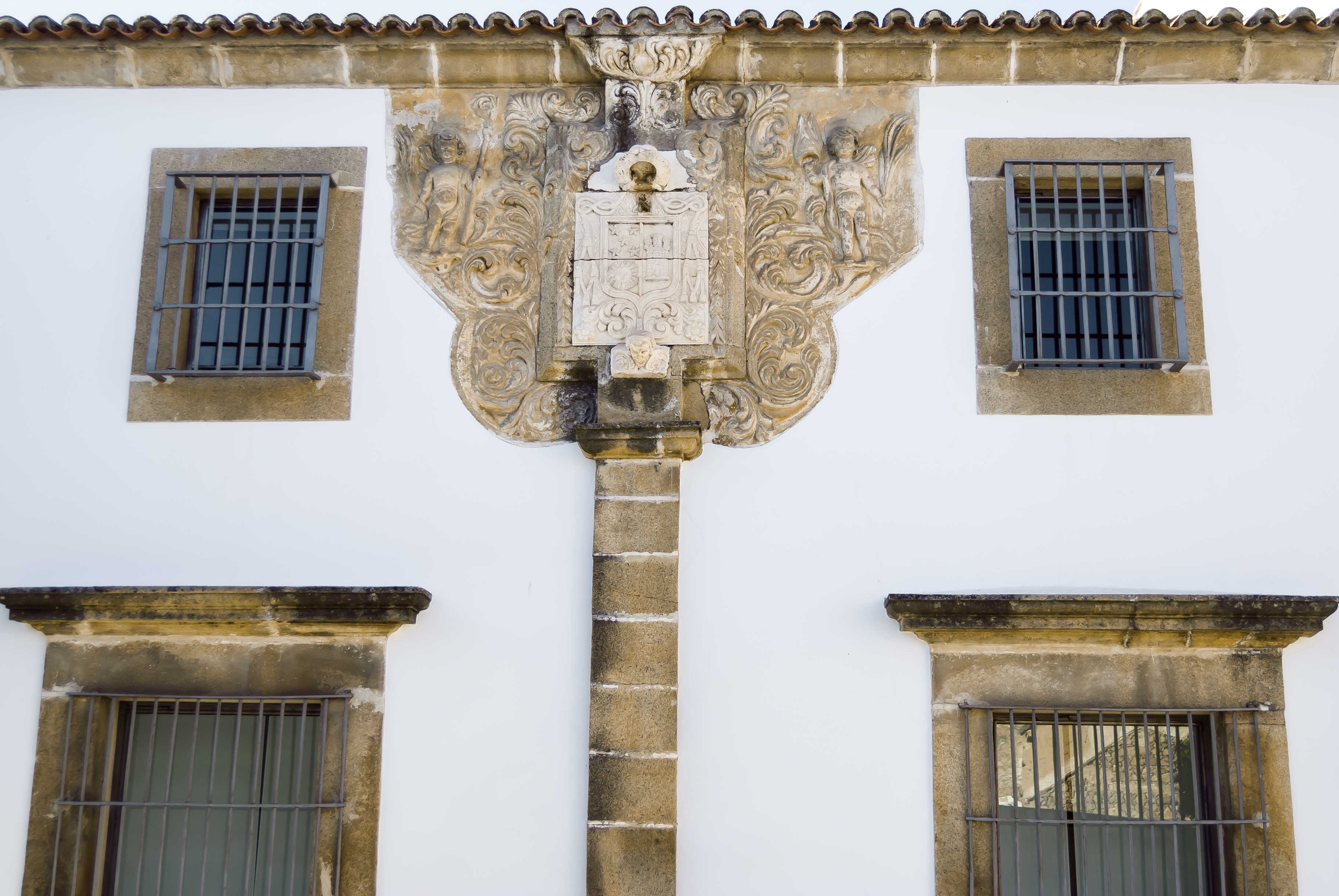
Fachada del Palacio del Obispo Solís en Miajadas

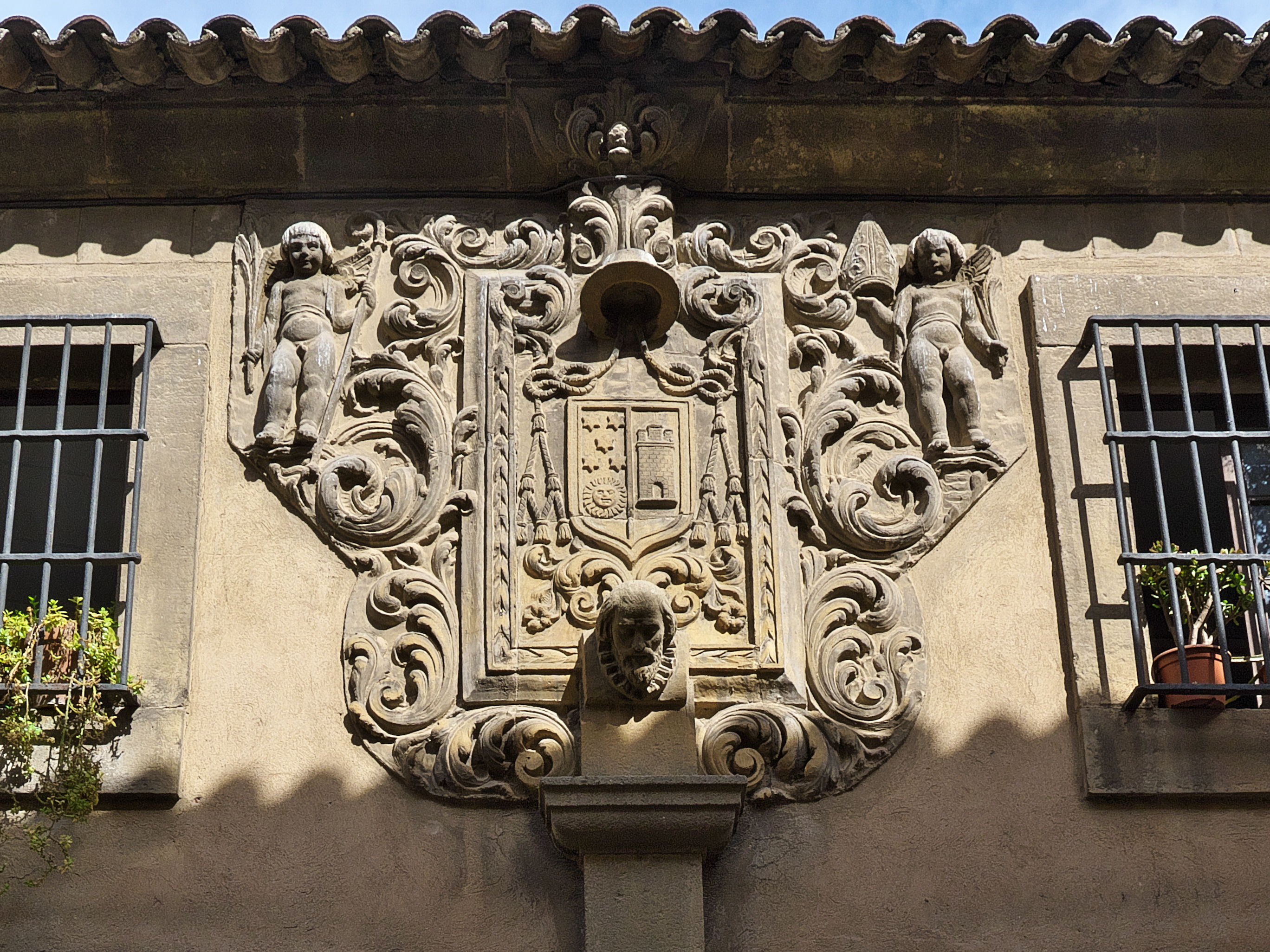
Reproducción del escudo del Palacio del Obispo Solís en el Pueblo Español de Barcelona

Otros monumentos del municipio son los siguientes:
- Palacio del obispo Solís
- Casa de los Cassillas-Íñiguez
- Casa de los Gutiérrez
- Picota blanca
- Casa de cultura Massa Solís
- Nueva casa consistorial

## Cultura

### Entidades culturales
El ayuntamiento de Miajadas organiza proyecciones de cine de actualidad en la Casa de Cultura Massa Solís, emitiéndose cada fin de semana una película infantil y otra para público adulto. En cuanto al teatro, se está desarrollando una escuela municipal con el objetivo de formar en el futuro un grupo de teatro estable en la villa.
Por otra parte, hay una escuela municipal de música donde se ofrecen clases de lenguaje musical, guitarra, piano, baile flamenco, batería y percusión, canto y educación infantil musical.

### Eventos culturales
- Convivencia Carnavalera. Tras el gran éxito de los Carnavales de Miajadas, se celebra una concentración de las mejores comparsas de Extremadura en la localidad, para traer el carnaval de Badajoz a la localidad. Su celebración es cambiante cada año.[39]
- Feria de Abril. Se celebra en el recinto ferial de Miajadas en abril. Hay numerosas actividades y atracciones para los jóvenes. Además, destaca por la representación de bailes y sevillanas.[40]
- Semana Cultural, del 17 al 23 de mayo. Incluye el Tomate Rock, un festival de música con importantes grupos de rock de España.[41]
- Fiesta del tomate, 24 de julio[42]
- Fiestas de Extremadura, del 7 al 8 de septiembre la villa se engalana para celebrar el día de la comunidad autónoma. Se celebran diferentes actos institucionales, bailes regionales y conciertos de bandas regionales.

### Festividades
Las principales festividades de Miajadas son las siguientes:
- Carnavales. Desde hace cientos de años, las pantarullas y las máscaras recorrían las calles de Miajadas a partir de la última semana de enero, festejando Don Carnal hasta el inicio de la Cuaresma. Hoy, el Carnaval de Miajadas es uno de los más espectaculares de Extremadura, sobre todo el sábado de Carnaval, donde las calles de Miajadas se transforman en un río multicolor por el que desfilan miles de personas en pintorescas comparsas y en espectaculares carrozas.[43]
- Fiestas de Semana Santa. Fiesta religiosa, donde destacan las procesiones de Jueves y Viernes Santo y las romerías de Viernes de Dolores y, especialmente, la del Lunes de Pascua, que es fiesta local en el municipio. Desde tiempo inmemorial, los miajadeños se reúnen todos los lunes de Pascua en la ermita de San Bartolomé para festejar su más tradicional Romería en honor de san Bartolomé, San Marcos y la Patrona de Miajadas: La Virgen de la Consolación.[44]
- Romería de San Isidro[45]
- Ferias y Fiestas de agosto. La feria de agosto es la principal cita festiva del año. Durante la primera quincena se programan actos de todo tipo, destacando por su importancia el concierto que cada año se celebra en el estadio municipal, pero son especialmente señeras, por cuanto representan, las actividades comprendidas entre las fechas del 9 y el 12 de ese mes: la coronación de las reinas y damas, el pregón de las fiestas, el saluda del alcalde, los cabezudos, la animación de calle, las matinés, los espectáculos y atracciones infantiles, las tardes de toros, las noches de verbena, los fuegos artificiales... y la participación de todas y todos.

A las fiestas del municipio hay que añadir las que son propias de algunos barrios de la villa: destacan la fiesta del barrio Pozo Vela, la fiesta de la calle Cuesta, la fiesta de la calle Santiago, la fiesta de la calle Doctor Arruga, las fiestas del barrio de la Mermeja, entre otras.

### Tradiciones
- Día de todos los Santos, el 1. Como en toda la región, es costumbre visitar los campo santos, probar platos típicos como castañas asadas. En los últimos años, la festividad se ha extendido durante todo el puente con la incorporación de la fiesta de Halloween, cuando los más pequeños van casa por casa pidiendo caramelos, y hay numerosas actividades, entre ellas la casa del terror más grande de la región, organizada cada año por los vecinos del barrio Pozo Vela, en el edificio del albergue. Anteriormente, esta particular casa del terror fue situada al aire libre, en un parque del barrio,
- Auto de Navidad

### Gastronomía
Entre los platos típicos tendríamos distintas sopas (de tomate, de espárragos, de ajos, sopas molineras...), gazpacho, migas, caldereta, frite, tomatá de carne, tomatá de patatas, tomatá de peces, cebollá, cebollá con carne (o sangre), gazpacho de espárragos, tortilla de habas y de espárragos trigueros, repollo guisado, ensalada de repollo, arroz con costillas, conejo o pollo, sesos, escabeche de pollo o bacalao, calabacines o berenjenas fritas, pisto, etc. Y dulces como las perrunillas, la empaná, el piñonate, roscas fritas, flores, empanadillas, prestinos, arroz con leche...

### Medios de comunicación
El municipio dispone de una emisora de radio y televisión propia, Radio Televisión Miajadas (RTM), fundada en 1991. El canal de radio, Radio Miajadas, emite en el 107.7 FM. El de televisión, Televisión Miajadas, emite en los canales 21 y 33 UHF.
El municipio cuenta con su propio periódico local, Hoy Miajadas, formado a partir de una corresponsalía del diario regional Hoy Diario de Extremadura.
La emisora de radio de ámbito nacional conocida como Radiolé, tiene su sede en el municipio, emite en el 90.8 FM.

### Deporte

#### Instalaciones deportivas
El municipio cuenta con diversas instalaciones deportivas. En Miajadas hay un campo municipal de fútbol en la carretera de Casar, y hay otro campo en Alonso de Ojeda. En la calle Laguna Nueva está el pabellón polideportivo municipal junto al cual hay pistas polideportivas. En el barrio de la Estación hay otra pista de fútbol sala. En el Camino de las Viñas hay una pista de tenis de hierba artificial. También hay en el municipio un circuito de motocross. Además cuenta con una piscina climatizada, abierta en las estaciones de otoño, invierno y primavera.

#### Entidades deportivas
El municipio cuenta con un equipo de fútbol que juega en la tercera división, el Club Deportivo Miajadas.
Además, cuenta con una piscina municipal abierta durante el verano y una piscina climatizada.
En la temporada 2010/2011 el equipo masculino de voleibol ascendió de categoría siendo el primer equipo de Miajadas en jugar en división nacional (1.ª división) al ganar el campeonato extremeño y el equipo juvenil femenino quedó campeona también en esta temporada yendo a jugar el campeonato nacional de clubes. Actualmente los equipos de voleibol se han independizado del Ayuntamiento dando lugar a una asociación llamada Asociación Deportiva de Voleibol Miajadas.
Además desde 2001 compite a nivel regional el Club Baloncesto Miajadas. Desde 2010 funciona su escuela de baloncesto. Con equipos en todas las categorías. También hay en funcionamiento un club de natación.
También está la Asociación Deportiva Balonmano Miajadas, que cuenta con equipos masculinos en todas las categorías y equipos femenino en categoría cadete y juvenil, su equipo sénior compite en 2° división nacional.
Por otra parte, en el municipio hay un aeroclub en la Real Federación Aeronáutica Española.
El ayuntamiento cuenta con escuelas deportivas de diferentes deportes, las cuales se desarrollan a lo largo del curso escolar con clases, entrenamientos y partidillos.

## Ciudades hermanadas
- Azuaga, España
- Baler, Filipinas
- Puzol, España
- Rancagua, Chile[55]